# Mohamed Zafzaf
Mohamed Zafzaf (Kenitra, 1942-2001) és un escriptor marroquí. Escriptor representatiu de les noves tendències per les que transcorre la literatura marroquina contemporània. Va estudiar filosofia a Rabat i des del 1968 és professor de Llengua Àrab a Casablanca. Ha publicat i continua publicant, articles crítics i contes a diverses revistes, tant del Magreb com d'altres països. En la seva literatura es reuneix la seva realitat més pròxima amb una tècnica i un pensament occidental, reflectint d'una manera aguda i original el món que l'envolta. Cal destacar dins de la seva extensa producció el títol La dona i la rosa.